# Gare de Granges-Lens
La gare de Granges-Lens est une gare ferroviaire située à Granges en Valais.

## Situation ferroviaire
Elle se trouve sur la ligne du Simplon entre les gares de Saint-Léonard et de Sierre, au kilomètre 101.56.

## Histoire
La première arrivée du train en gare de Granges eut lieu le 6 septembre 1868 lors de l'inauguration de la ligne Sion-Sierre. Cette ligne était gérée à l'époque par la Compagnie de la Ligne d'Italie.
La gare sera desservie jusqu'en mai 1982, date de son abandon par les CFF. 

## Patrimoine ferroviaire

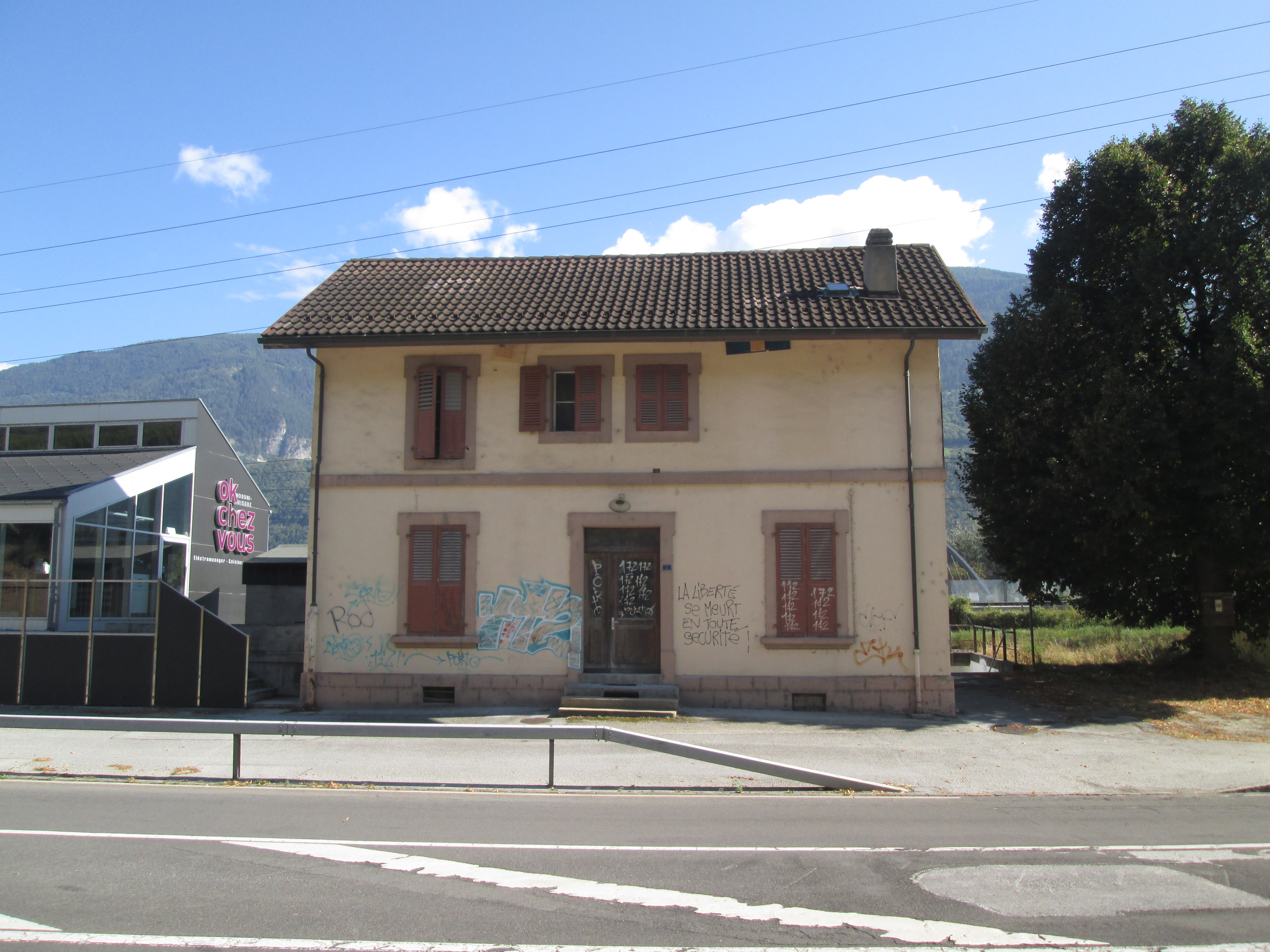
Bâtiment voyageurs de la gare de Granges-Lens en 2021.

Le bâtiment voyageurs définitif de la gare a été construit en 1877 par la Compagnie du Simplon. 

## Projet
Une réouverture de la gare est à l'étude pour une nouvelle exploitation à l’horizon 2030.
Afin d'augmenter les chances pour ce projet d'aboutir, une liaison par téléphérique entre la gare et Lens, avec un arrêt intermédiaire à Flanthey, est également en consultation. Ceci permettrait de désenclaver les villages du coteau (Flanthey, Chelin, Vaas...) et de raccourcir considérablement le temps de trajet entre Lens et la plaine puisque celui-ci durera six minutes.